# Josef Šnejdárek
Josef Šnejdárek (né le 2 avril 1875 à Napajedla, Margraviat de Moravie, Autriche-Hongrie, et mort le 13 mai 1945 à Casablanca, protectorat français du Maroc) était un soldat et officier qui servit dans les armées austro-hongroise, tchécoslovaque et française. Il commandait les forces tchécoslovaques lors de la guerre polono-tchécoslovaque.

## Biographie
Entré dans l'armée de terre austro-hongroise en 1895, il y connut la prison pour avoir voulu rejoindre l'armée de terre turque dans sa défense de Préveza. Sur sa demande, il se libéra de cet engagement le 1er octobre 1896 et voyagea pendant dans le bassin méditerranéen, l'Afrique du Nord et l'Afrique centrale.
Il s'engagea en tant que simple soldat dans la Légion étrangère le 24 janvier 1899. Sa première campagne militaire lui fit connaître le Sahara en 1900, année au cours de laquelle il fut promu au grade de caporal, avant qu'il ne devienne sergent l'année suivante puis sergent-major en 1906, année où lui fut aussi accordé la citoyenneté française. Il suivit les cours de l'École Militaire d'Infanterie à Saint-Maixent-l'École d'où il sortit sous-lieutenant. Il fut transféré au 1er régiment de tirailleurs algériens et promu lieutenant en 1909. En 1911, il rejoignit le 4e régiment de tirailleurs algériens puis le  4e régiment d’infanterie coloniale en 1913.
Pendant la Première Guerre mondiale, il combattit sur le front de l'Ouest et fut blessé pendant la Bataille de l'Aisne en 1914, ce qui lui valut une citation et le grade de capitaine. En novembre 1917, il devint officier de liaison dans les légions tchécoslovaques, où il finit par commander un régiment.
En 1919, il rejoignit la Tchécoslovaquie et son armée, et, stationné en Silésie de Cieszyn, il commanda les forces tchécoslovaques impliquées dans la guerre de Sept Jours contre la Pologne. En 1919, Šnejdárek (en tant que citoyen français) retourna en Tchécoslovaquie. Il est devenu le commandant des troupes tchécoslovaques opérant dans la région de Cieszyn et a dirigé l'armée tchécoslovaque dans la guerre de sept jours avec la Pologne.
Le 15 mai 1920, deux membres de l'organisation militaire polonaise (Polska Organizacja Wojskowa) ont tenté d'assassiner Šnejdárek sur les ordres de ses dirigeants. A cette époque, Šnejdárek habitait à Orlová dans la maison d'un ami. L'assassinat a échoué - la bombe placée sous le lit de Šnejdárek a explosé, mais seule la maison fut endommagée. 
Promu colonel, il participa ensuite avec la Triple-Entente à la guerre hungaro-roumaine de 1919 contre la république des conseils de Hongrie. Il occupa ensuite différents commandements et fonctions en Tchécoslovaquie, ne quittant formellement l'armée française qu'en 1927. Dans l'armée tchécoslovaque, il atteignit ensuite le grade de général. Apprécié par Jan Syrový, il ne l'était pas du général Krejčí, qui le contraignit à quitter l'armée tchécoslovaque en 1935.
Il se retira ensuite à Bratislava où il commandait les gardes nationaux avant l'avènement de la République slovaque, affiliée aux nazis. Il s'exila en France, où il reprit du service dans l'armée tchécoslovaque en exil, participant à la Bataille de France. Après la défaite, il s'établit en Afrique du Nord où il mourut à Casablanca en 1945.

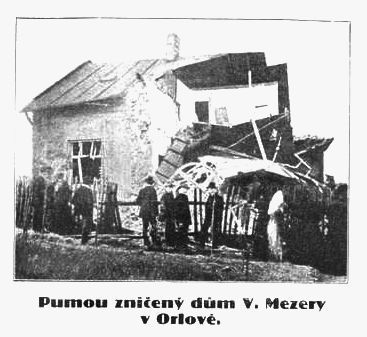
La maison qui abritait Josef Šnejdárek, après l'explosion de la bombe qui avait été placée pour tenter de le tuer.
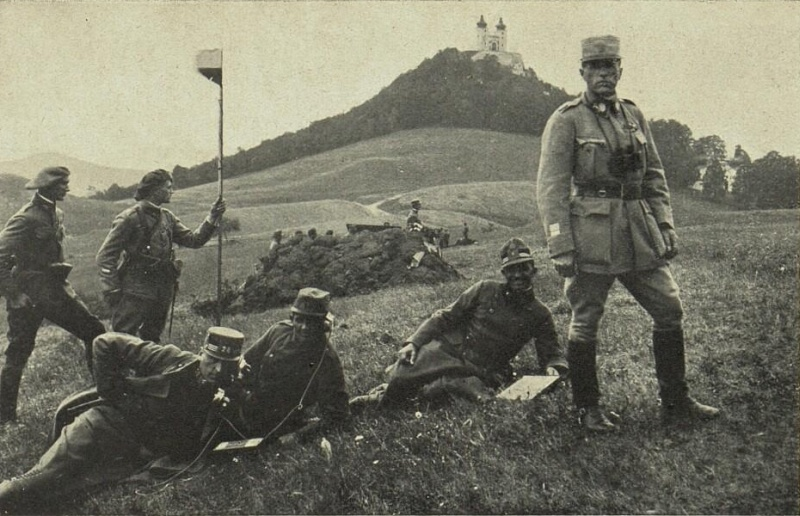
Josef Šnejdárek à Banská Štiavnica en 1919
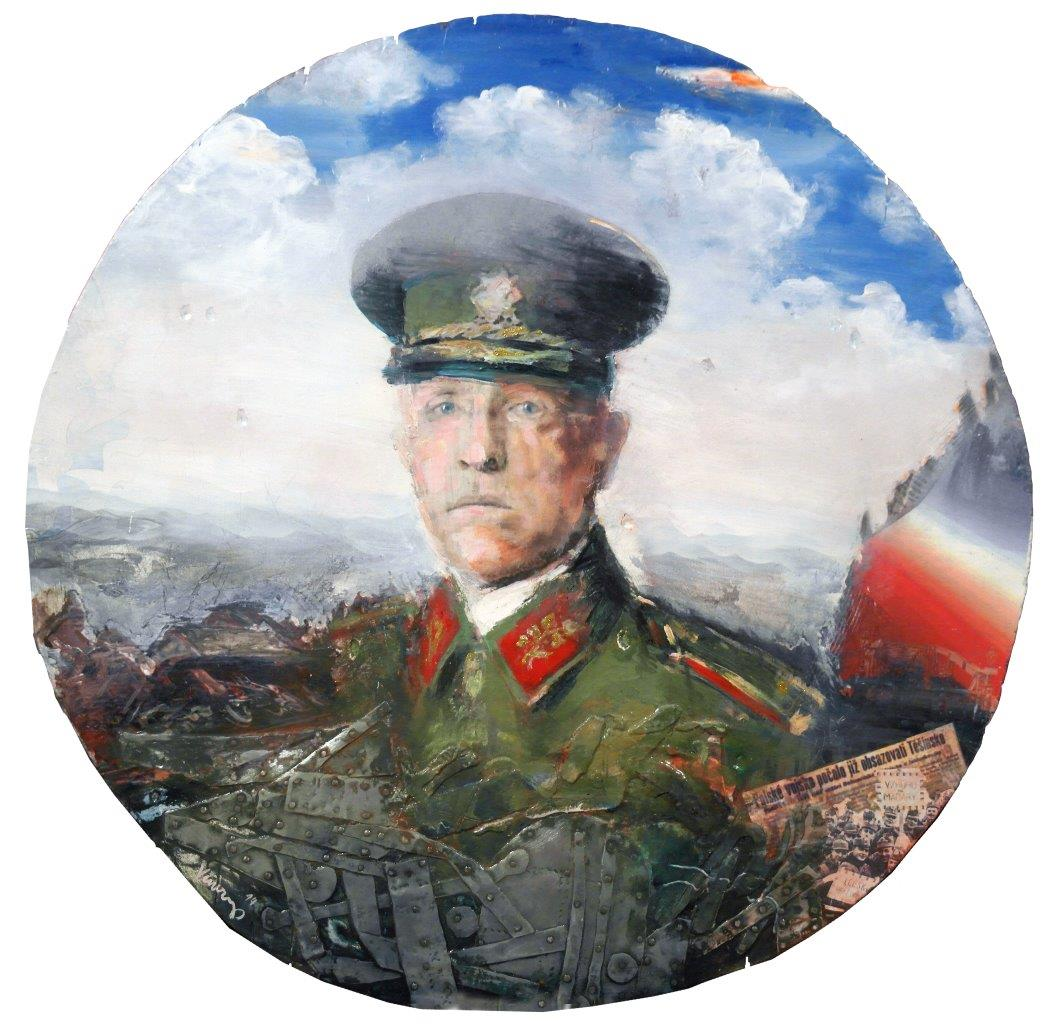
Josef Šnejdárek  peint par Pavel Vavrys (cs)